# アミール・サルホシュ
アミール・サルホシュ（1991年5月30日 - ）はイランのスヌーカープレーヤーである。

## 主な成績

### パキスタンのカラチで
- ファジレUAEで2016年に最初のビリヤードスポーツ選手権
- イランのタブリーズで開催されたアジア成人選手権のチャンピオン
- 2019年にカタールのドーハで開催された最初の6ボールワールドカップの金メダル
- 2016年のSoheil Vahediアジア大会でのスヌーカーゴールドメダル

### エジプトの2016スヌーカーゴールドメダル
- 2017年のホセインヴァファイとソハイルヴァヘディによるトルクメニスタン内のアジア大会の金メダル
- イラン初のアジアインドアゲームキャラバンメダル仁川韓国2013銀メダル
- カタールアジアン2019の6ボールスヌーカーゴールドメダル